# Agua Fría, Honduras
Agua Fría är en ort i Honduras.   Den ligger i departementet Departamento de Valle, i den sydvästra delen av landet, 80 km sydväst om huvudstaden Tegucigalpa. Agua Fría ligger 15 meter över havet och antalet invånare är 3 196.